# 161 (число)
Вижте пояснителната страница за други значения на 161.
161 (сто шестдесет и едно) е естествено, цяло число, следващо 160 и предхождащо 162.
Сто шестдесет и едно с арабски цифри се записва „161“, а с римски цифри – „CLXI“. Числото 161 е съставено от три цифри от позиционните бройни системи – 1 (едно), 6 (шест).

## Общи сведения
- 161 е нечетно число.
- 161-вият ден от годината е 10 юни.
- 161 е година от Новата ера.